# Бластопор
Бластопо́р (от др.-греч. βλαστός — «росток» + др.-греч. πόρος — «проход», «отверстие»; гастропо́р (устар.), первичный рот) — отверстие, посредством которого полость первичной кишки (гастроцель) зародыша животного на стадии гаструлы сообщается с окружающей средой. У большинства животных бластопор закладывается на вегетативном полюсе; у части гидроидных и гребневиков, возможно, на анимальном (у гидроидных ранние зародыши временно утрачивают полярность, а у гребневиков бластомеры совершают сложные движения, поэтому установить соответствие между полюсами яйца и зародыша затруднительно).
Бластопор обычно смещен на будущую брюшную сторону зародыша. Только у хордовых бластопор смещен на спинную сторону, так как брюшная сторона тела предков стала у хордовых спинной. В процессе развития у первичноротых животных бластопор обычно превращается в рот или образует рот и анальное отверстие. В чистом виде амфистомия (замыкание бластопора посередине с образованием из него рта и ануса) встречается у примитивных полихет, онихофор и нематод. У большинства кольчатых червей, моллюсков и форонид щелевидный бластопор замыкается сзади наперед, из оставшегося переднего отверстия формируется рот, а анус образуется у заднего края замкнувшегося бластопора. У плеченогих и низших хордовых бластопор замыкается спереди назад, при этом обычно и рот, и анус формируются заново. Бластопор целиком превращается в рот у немертин и плоских червей. Целиком превращается в анус бластопор у волосатиков, некоторых ракообразных и моллюсков, а также у иглокожих. Таким образом, «вторичноротость» свойственна некоторым из первичноротых животных (например, волосатикам, у которых на месте бластопора формируется анус). У вторичноротых на месте бластопора иногда образуется нервнокишечный канал, временно соединяющий пищеварительную полость с полостью нервной трубки. У амфибий сначала образуется в виде дугообразного углубления (спинная губа бластопора), которое затем замыкается в кольцо, и закрыт «желточной пробкой» — группой заполненных желтком клеток вегетативного полушария бластулы. У высших позвоночных имеет вид длинного узкого углубления. У человека бластопор имеет очень малые размеры.
По мнению В. В. Малахова, предки билатерий имели щелевидный бластопор, располагавшийся на брюшной ползательной поверхности и унаследованный от общих предков билатерий и книдарий, уже обладавших двусторонней симметрией. Брюшную (бластопоральную) поверхность тела билатерий Малахов считает гомологичной ротовой (оральной) поверхности предковой формы.
Биолог Мак-Брайд писал в своей работе, посвященной развитию ланцетника (1910): «Я твердо уверен, что рот и анус у всех животных, у которых можно найти эти два отверстия, обязаны своим происхождением разделению длинного щелеобразного рта».